# وسامو ۱۱۹۳۰
سیارک ۱۱۹۳۰ (به انگلیسی: 11930 Osamu، نامگذاری:1993CJ1) یازده هزار و نهصد و سیمین سیارک کشف شده‌است که در ۱۵ فوریه ۱۹۹۳ کشف شد.
قدر مطلق سیارک برابر ۱۳٫۴۰ است.